# (33484) 1999 GS7
1999 GS7 (asteroide 33484) é um asteroide da cintura principal. Possui uma excentricidade de 0.17558350 e uma inclinação de 2.43772º.
Este asteroide foi descoberto no dia 7 de abril de 1999 por LONEOS em Anderson Mesa.